# Manol Manolov
Manol Manolov, bolgárul: Манол Манолов (Szófia, 1925. augusztus 5. – Szófia, 2008. december 16.) olimpiai bronzérmes bolgár labdarúgó, hátvéd, edző.

## Pályafutása

### Klubcsapatban
1942 és 1944 között az Usztrem Szofija, 1944 és 1948 között a Szeptemvri Szofija, 1948 és 1962 között a CDNA Szofija labdarúgója volt. A Szeptemvri csapatával egy, a CDNA-val 11 bajnoki címet nyert. A CSZKA együttesével egyszeres bolgárkupa-győztes volt.

### A válogatottban
1950 és 1961 között 57 alkalommal szerepelt a bolgár válogatottban és egy gólt szerzett. 1950. augusztus 27-én Csehszlovákia ellen mutatkozott be Szófiában egy barátságos mérkőzésen, ahol a bolgár csapat 2–1-es vereséget szenvedett. Manolov a 66. percben állt be csereként Borisz Aposztolov helyére.  1959 és 1961 között 18 alkalommal volt a válogatott csapatkapitánya. 1961. október 29-én Szófiában a Finnország elleni vb-selejtező-mérkőzésen búcsúzott a válogatott szerepléstől, ahol 3–1-es haza győzelem született.
1952 és 1960 között három olimpián vett részt. Az 1956-os melbourne-i olimpián bronzérmes, az 1960-as római játékokon ötödik lett a csapattal.

### Edzőként
1962–63-ban a Cserno More Varna, 1965–66-ban a Beroe, 1969 és 1974 között a CSZKA Szofija vezetőedzője volt. 1974. október 13-án Joncso Arszovval és Dimitar Dojcsinovval közösen a bolgár válogatott szövetségi kapitánya volt a 3–3-ra végződő Görögország elleni Eb-selejtező-mérkőzésen.
1974-ban a Hebar, majd 1974–75 között ismét a CSZKA, 1979–80-ban a görög Apólon Zmírnisz, 1980-ban a Szlavija Szofija szakmai munkáját irányította. 1981 és 1983-ban ismét Görögországban dolgozott. 1981-ben az Ethnikósz Pireósz, 1982–83-ban a Panszeraikósz vezetőedzőjeként tevékenykedett. 1984–85-ben a CSZKA edzőjeként fejezte be az edzői pályafutását. A CSZKA csapatával összesen három-három bajnoki címet és bolgárkupa-győzelmet ért el.

## Sikerei, díjai

### Játékosként
Bulgária
- Olimpiai játékok
  - bronzérmes: 1956, Melbourne

 Szeptemvri Szofija
- Bolgár bajnokság
  - bajnok: 1948

 CDNA Szofija
- Bolgár bajnokság
  - bajnok (11): 1951, 1952, 1954, 1955, 1956, 1957, 1958, 1958–59, 1959–60, 1960–61, 1961–62
- Bolgár kupa
  - győztes: 1961

### Edzőként
CSZKA Szofija
- Bolgár bajnokság
  - bajnok (3): 1970–71, 1971–72, 1972–73
- Bolgár kupa
  - győztes (3): 1972, 1973, 1985